# Sherwin Carrera
Sherwin Carrera (* 8. Dezember 1984) ist ein ehemaliger philippinischer Straßenradrennfahrer.
Sherwin Carrera begann seine Karriere 2005 bei dem Casino Filipino-Pro Cycling Team. Im nächsten Jahr fuhr er für das Treo Pro Cycling Team, unter anderem mit seinem Landsmann Victor Espiritu. 2007 wurde Carrera Etappendritter bei der Tour of the Philippines. In der Saison 2008 gewann er mit seinem Team Jazy Sports Beacon Philippines die siebte Etappe bei der Tour d’Indonesia und auf dem zwölften Teilstück belegte er den dritten Platz hinter dem Tagessieger Ali Ahmad Fallanie. 2012 beendet er seine Radsportlaufbahn.

## Erfolge
2008
- eine Etappe Tour d’Indonesia

## Teams
- 2005 Casino Filipino-Pro Cycling Team
- 2006 Treo Pro Cycling Team